# Skržuti
Skržuti (Servisch cyrillisch Скржути) is een plaats in de Servische gemeente Užice. De plaats telt 667 inwoners (2002).